# Храм Непорочного Зачатия Пресвятой Девы Марии (Челябинск)
Храм Непорочного Зачатия Пресвятой Девы Марии — католический храм в Челябинске. Административно принадлежит Уральскому деканату Преображенской епархии с центром в Новосибирске. Адрес: ул. 50-летия ВЛКСМ, д. 16-А (возле перекрёстка с улицей 32-й годовщины Октября).

## История
Первая католическая община в Челябинске была основана в конце XIX века. Её основу составляли поляки и немцы. В 1897 году католики города подали прошение о предоставлении участка земли под церковь. Прошение было удовлетворено, годом позже была возведена деревянная часовня. В 1909 году рядом с ней началось строительство каменного католического храма. В 1914 году строительство было закончено и храм освящён во имя Непорочного Зачатия Девы Марии. Кроме римско-католического прихода, в нём проводили богослужения и греко-католики. Здание было построено из красного кирпича в готическом стиле. Располагался католический храм Челябинска на пересечении современных проспекта Ленина и улицы Свободы (сейчас на этом месте стоит жилой дом).
После установления советской власти приход некоторое время продолжал работу, в 1922 году в храме были реквизированы все ценности. В 1929 году церковь была закрыта, приход распущен, священник и верующие подверглись репрессиям. Здание несколько лет использовалось как склад и общежитие, в 1936 году было разрушено.
Католическая община Челябинска в послевоенные годы состояла из русских немцев, сосланных с Поволжья в Трудармию и оставшихся на Южном Урале, была на подпольном положении – верующим приходилось молиться на кладбище, некоторых репрессировали за организацию молитвенных собраний. Общину тайно навещали разные священники. Приход был зарегистрирован в 1980-х, тогда же верующие благодаря пожертвованию литовского епископа смогли купить частный домик и переоборудовать его под молитвенный дом.
С 1990 года в Челябинск приезжал священник из Германии о. Вильгельм Палеш. В 1992 году он стал первым настоятелем возрождённого прихода. В 1993 году было получено разрешение на строительство католической церкви, в том же году начались работы на предоставленном участке. Строительство неоднократно прерывалось из-за финансовых трудностей. В 1998 году здание церкви было достроено, 15 августа 1999 года новое здание храма Непорочного Зачатия было освящено.

## Архитектура
При храме находится отделение Каритас.
Архитектура церкви объединяет в себе черты готики и модерна. Автор проекта — немецкий инженер Франц Везингер; челябинский архитектор Алексей Буров переработал изначальный проект под нужды прихода. Общая площадь — 680 м². Главная особенность внутренней планировки церкви то, что алтарь выдвинут к центру церкви, а не находится на традиционном месте у восточной стены. Перегородка между большим залом и часовней сделана в виде иконостаса, иконы для которого выполнены в Палехе. Алтарь, крестильная купель и амвон выполнены из коелгинского мрамора. Колокола подарены челябинскому храму католической общиной Штарнберга (Бавария). Ряд икон, украшающих храм, выполнены прихожанкой Марией Акуратновой. Скульптурные композиции яслей и крестного пути сделаны в Австрии скульптором Винценцом Шрайнером.